# Morpho roqueensis
Morpho roqueensis är en fjärilsart som beskrevs av Felix Bryk 1953. Morpho roqueensis ingår i släktet Morpho och familjen praktfjärilar. Inga underarter finns listade i Catalogue of Life.